# Bataille de Tashihchiao
Guerre russo-japonaise
Batailles
- Port-Arthur (1re)
- Chemulpo
- Yalou
- Nanshan
- Te-li-Ssu
- Incident du Hitachi Maru
- Col de Motien
- Tashihchiao
- Port-Arthur (2e)
- Hsimucheng
- Mer Jaune
- Ulsan
- Korsakov
- Liaoyang
- Cha-Ho
- Sandepu
- Mukden
- Tsushima
- Invasion de Sakhaline

La bataille de Tashihchiao (大石橋の戦い, Taisekihashi no Tatakai) est un affrontement terrestre de la guerre russo-japonaise qui eut lieu les 24 et 25 juillet 1904. La ville de Tashihchiao (actuelle Dashiqiao) est située à environ 25 km au sud-ouest de Haicheng dans la province du Liaoning. Elle est d'une importance stratégique durant la guerre en raison de la jonction ferroviaire entre la ligne principale des chemins de fer de Mandchourie du Sud et d'une voie menant à l'ancien port ouvert de Yingkou. Le contrôle des deux villes est vital pour l'avancée japonaise vers Liaoyang et Mukden.

## Préparations des Japonais

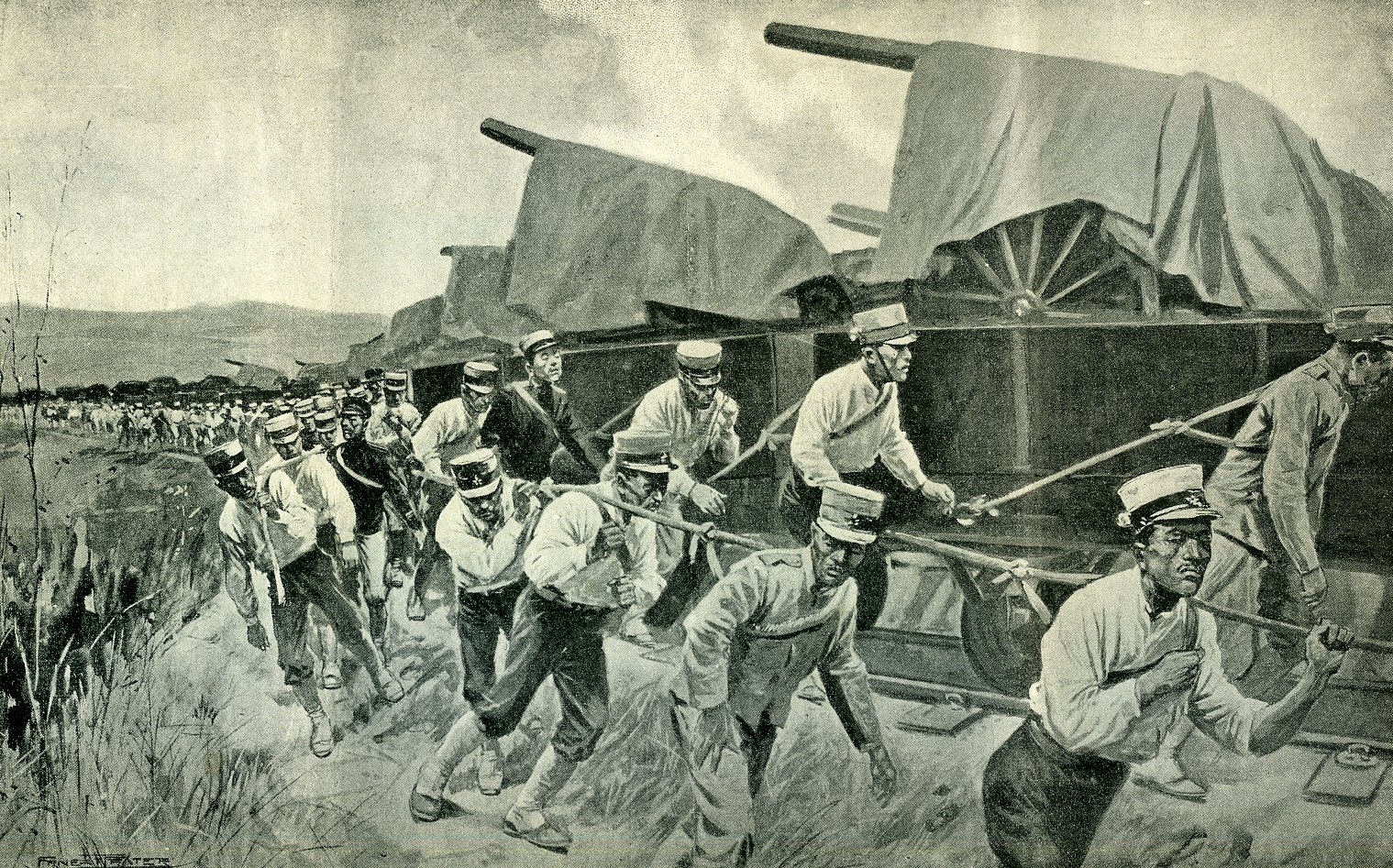
En raison d'un manque de locomotives, des équipes de soldats japonais travaillent à tirer les wagons de matériel jusqu'à Tashihchiao.

Les forces japonaises sont composées des 3e, 4e, 5e, et 6e divisions de la 2e armée du général Oku Yasukata. Les troupes réunissent 64 000 hommes, dont 46 000 d'infanterie, et 252 canons. Après la victoire à la bataille de Te-li-Ssu, le général Oku reste quatre jours sur place pour attendre de l'approvisionnement, qui est retardé par de fortes pluies, et pour reformer totalement la 6e division. Bien que les Japonais se déplacent parallèlement à la voie ferrée et que les Russes ont laissé derrière eux plus de 300 wagons à Dalny, les Japonais ne peuvent pas utiliser les rails en raison d'un manque de locomotives. Celles envoyées et qui étaient compatibles avec l'écartement des voies russes ont été coulées lors de l'incident du Hitachi Maru dans la mer du Japon par les Russes. Les Japonais tirent alors les wagons à la main avec des équipes de 16 hommes par wagon, et utilisent en plus 70 jonques chinoises pour transporter du matériel le long de la côte jusqu'à un point de ralliement.
Le 6 juillet 1904, Oku est prêt à avancer de nouveau vers le nord, et ses quatre divisions atteignent les environs de Kaiping le 7 juillet puis, par des mouvements nocturnes, elles se placent sur les collines derrière la ville le matin du 9 juillet et se préparent pour un engagement ou pour vingt jours de marche supplémentaires. Les deux semaines suivantes ont lieu des duels d'artillerie et des escarmouches de cavalerie. Le 20 juillet, l'ordre d'une attaque pour le 23 est envoyé mais de nouvelles fortes pluies retardent l'assaut, qui est reporté de 24h.
Oku avance avec une prudence inhabituelle car la géographie des lieux ne favorise pas sa tactique éprouvée de manœuvrer sur les flancs. De plus, il ordonne aux 3e, 5e, et 6e divisions d’effectuer un assaut brutal direct, alors que la 4e division devra attaquer sur le flanc gauche pour faire une diversion et rester en réserve.

## Préparations des Russes

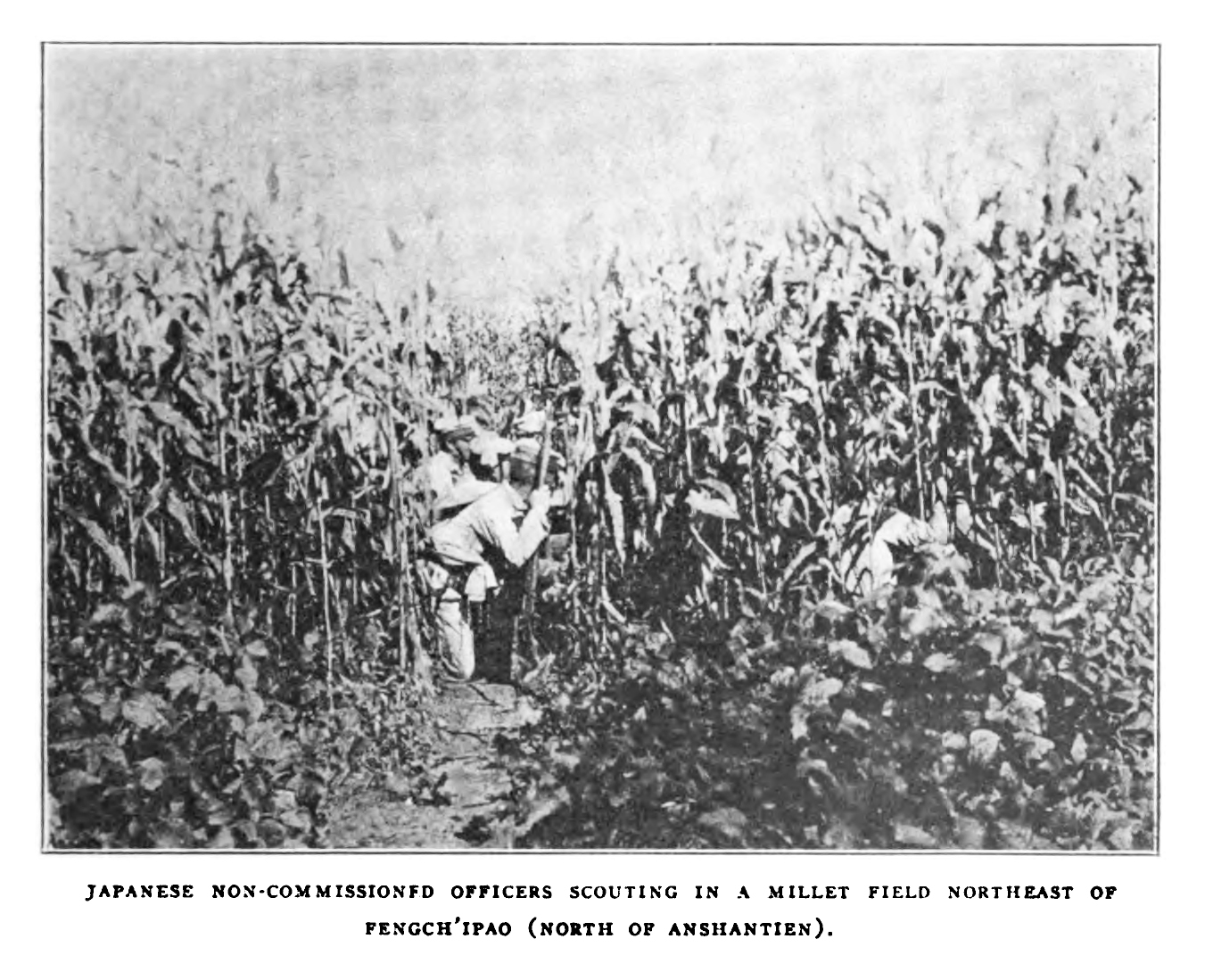
Sous-officiers japonais dans un champ de millet en train d'observer les positions russes.

Les forces russes disposent du 1er corps armé de Sibérie du lieutenant-général Georg von Stackelberg (composé des forces survivantes du désastre de Te-Li-Ssu qui se sont repliées vers Liaoyang au nord, mais n'ont pas reçu l'ordre de se détourner sur Kaiping qu'ils occupaient le 20 juin 1904), et du 4e corps de fusiliers de Sibérie du lieutenant-général Nikolaï Zaroubaeff (en), retranché derrière Kaiping au nord de la ville de Tashihchiao. Les troupes russes sont composées de 60 000 hommes au total.
Le général Alexeï Kouropatkine a personnellement supervisé les défenses de Tashihchiao. Les forces de Stackelberg sont placées sur la droite, disposant d'un bon angle de tir et protégées par des tranchées, des mines, des fils barbelés, et des redoutes. Les collines isolées fournissent des postes d'observation stratégiques. La position défensive est supérieure à celles des défenses russes de la bataille de Nanshan, cependant, le champ de vision est gêné par les champs agricoles de kaoliang, qui font deux mètres de haut et fournissent une couverture à l'avancée japonaise. Les forces de Zaroubaeff sont vulnérables sur leur flanc gauche qui est composé de vallons et de ravins et avec une visibilité limitée.

## La Bataille

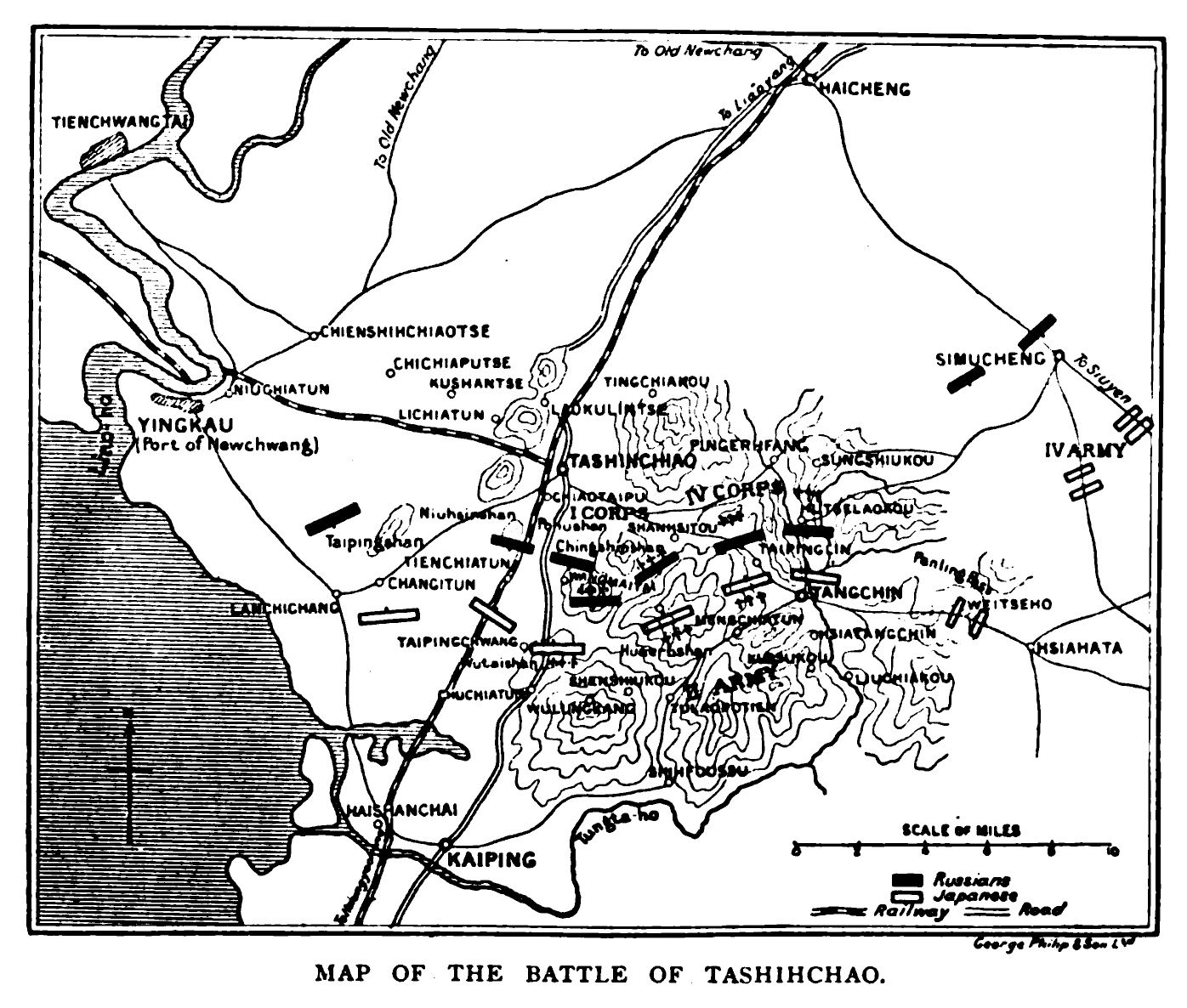
Carte historique de la bataille de Tashihchiao.

### Événements du 24 juillet
Le combat commence à 5h30 le 24 juillet 1904 avec un long duel d'artillerie. Comme la température dépasse les 34 °C, les Russes souffrent beaucoup des effets de la chaleur, et beaucoup tombent d'insolation en raison de leurs épais uniformes d'hiver. Stackelberg demande à plusieurs reprises à Zaroubaeff son avis sur une retraite et celui-ci préférerai se replier sous couvert de l'obscurité et non en plein milieu d'un tir de barrage d'artillerie. L'infanterie japonaise commence à lancer des attaques de jaugeage très vite.
Cependant, vers 15h30, les Japonais subissent de lourdes pertes en raison d'un fort feu d'artillerie russe surprise, et réussissent uniquement à déloger les Russes de quelques positions retranchées. Bien qu'inférieurs en nombre, les canons russes ont une plus longue portée et une fréquence de tir plus élevée. Les deux camps font appel à leurs réserves vers 16h00 et le combat continue jusqu'à 19h30. À la fin de la journée, les Japonais n'ont plus qu'un seul régiment en réserve tandis que les Russes ont encore six bataillons. L'échec de l'offensive japonaise face à la supériorité de l'artillerie russe augmente le moral des défenseurs. Cependant, les Japonais préparent déjà une nouvelle offensive pour le lendemain, alors que les Russes préparent leur retraite.

### Événements du 25 juillet
Une fois la nuit tombée le 24 juillet, le lieutenant-général Ueda Arisawa, commandant de la 5e division japonaise, exprime sa honte sur l'efficacité de sa division et demande au général Oku de l'autoriser à lancer une attaque nocturne. Il obtient l'autorisation et une fois que le claire de lune fournit assez de lumière vers 22h00, la 5e division avance vers l'aile gauche des Russes, et se rend rapidement maîtresse des deuxième et troisième lignes de défense russes. À 3h00, la 3e division attaque également et s'empare très vite de collines stratégiques qui formaient des points capitaux de la ligne de défense russe de la veille. L'artillerie japonaise ouvre le feu à 6h40 et les Russes ne répondent pas. La 6e division japonaise commence alors à avancer, suivant la 4e division, à 8h00. À 13h00, les Japonais occupent les dernières positions russes et la ville de Tashihchiao est entre leurs mains. Stackelberg avait décidé de se replier dès le début de l'attaque nocturne japonaise, et il a mené une brillante retraite sous le feu ennemi.

## Suites
Les rapports sur le nombre de morts durant la bataille de Tashihchiao sont très différents mais un consensus historique indique environ 1 000 tués de chaque côté. Les Russes ont effectué une retraite ordonnée et, le 27 juillet, se trouvent déjà à 50 km du champ de bataille.
De manière prévisible, le vice-roi Ievgueni Ivanovitch Alekseïev est furieux de la retraite de Stackelberg, mais Kouropatkine soutient son subordonné. Le général Oku reste à Tashihchaio jusqu'au 1er août 1904 avant de commencer à avancer vers le nord avec trois divisions, tandis que la 5e division est transférée à la nouvelle 4e armée du général Nozu Michitsura au moment de la bataille de Hsimucheng.

## Ordre de bataille

### Japonais
- 2e armée, général Oku Yasukata
  - 3e division d'infanterie, lieutenant-général Ōshima Yoshimasa
  - 4e division d'infanterie, lieutenant-général Ogawa Mataji
  - 5e division d'infanterie, lieutenant-général Ueda Arisawa
  - 6e division d'infanterie, lieutenant-général Ōkubo Haruno
  - 1re brigade de cavalerie, Major General Akiyama Yoshifuru
  - 1re brigade d'artillerie, major-général Uchiyama

Total: environ 65 000 hommes, dont 46 000 d'infanterie, et 252 canons.

### Russe
- 1er corps armé de Sibérie, lieutenant-général Georg von Stackelberg
  - 1re division de fusiliers de Sibérie orientale, major-général Aleksandr Gerngross (en)
  - 1re brigade d'artillerie de Sibérie orientale, major-général Louchkarski
  - 9e division de fusiliers de Sibérie orientale, major-général Kondratovitch
  - Division de cosaques de Sibérie, major-général Kossakowski
- 4e corps armé de Sibérie, lieutenant-général Nikolaï Zaroubaeff (en)
  - 2e division de fusiliers de Sibérie, major-général Levestam
  - 3e division de fusiliers de Sibérie, major-général Kossowitsch
  - 1re brigade d'artillerie de Sibérie
- Brigade cosaque trans-Baïkal, major-général Pavel Michtchenko

Total: environ 60 000 hommes et 105 canons.